# Norvegia agli VIII Giochi olimpici invernali
La Norvegia partecipò agli VIII Giochi olimpici invernali, svoltisi a Squaw Valley, Stati Uniti, dal 18 al 28 febbraio 1960, con una delegazione di 29 atleti impegnati in sei discipline.

## Medagliere

### Per discipline
| Sport                   | Oro | Argento | Bronzo | Totale |
| ----------------------- | --- | ------- | ------ | ------ |
| Pattinaggio di velocità | 2   | 1       | 0      | 3      |
| Sci di fondo            | 1   | 1       | 0      | 2      |
| Combinata nordica       | 0   | 1       | 0      | 1      |
| Totale                  | 3   | 3       | 0      | 6      |

### Medaglie
| Medaglia | Atleta                                                        | Sport                   | Evento             |
| -------- | ------------------------------------------------------------- | ----------------------- | ------------------ |
| Oro      | Roald Aas                                                     | Pattinaggio di velocità | 1500 m maschile    |
| Oro      | Knut Johannesen                                               | Pattinaggio di velocità | 10000 m maschile   |
| Oro      | Håkon Brusveen                                                | Sci di fondo            | 15 km maschile     |
| Argento  | Knut Johannesen                                               | Pattinaggio di velocità | 5000 m maschile    |
| Argento  | Tormod Knutsen                                                | Combinata nordica       | -                  |
| Argento  | Harald Grønningen Hallgeir Brenden Einar Østby Håkon Brusveen | Sci di fondo            | Staffetta maschile |